# Roger J. Mills
Roger Jeffrey Mills (* 3. März 1942) ist ein ehemaliger englischer Badmintonspieler.

## Karriere
Roger Mills gewann bei den ersten Europameisterschaften 1968 Silber im Mixed mit Gillian Perrin und Silber im Doppel mit Tony Jordan. 1969 siegte er bei den All England im Mixed mit Gillian Perrin. Er siegte des Weiteren unter anderem bei den Swedish Open, den Scottish Open, den Canadian Open, den Welsh International und den Irish Open.

## Sportliche Erfolge
| Saison | Veranstaltung                             | Disziplin    | Platz | Name                           |
| ------ | ----------------------------------------- | ------------ | ----- | ------------------------------ |
| 1958   | England: Einzelmeisterschaft der Junioren | Herreneinzel | 1     | Roger Mills                    |
| 1958   | England: Einzelmeisterschaft der Junioren | Mixed        | 1     | Roger Mills / M. K. Bishop     |
| 1959   | England: Einzelmeisterschaft der Junioren | Mixed        | 1     | Roger Mills / Angela Bairstow  |
| 1959   | England: Einzelmeisterschaft der Junioren | Herrendoppel | 1     | Roger Mills / D. J. Minton     |
| 1959   | England: Einzelmeisterschaft der Junioren | Herreneinzel | 1     | Roger Mills                    |
| 1960   | England: Einzelmeisterschaft der Junioren | Herrendoppel | 1     | Roger Mills / D. J. Minton     |
| 1960   | England: Einzelmeisterschaft der Junioren | Herreneinzel | 1     | Roger Mills                    |
| 1960   | England: Einzelmeisterschaft der Junioren | Mixed        | 1     | Roger Mills / Angela Bairstow  |
| 1964   | Austrian International                    | Mixed        | 1     | Roger Mills / Michael Rawlings |
| 1965   | Irish Open                                | Herrendoppel | 1     | Roger Mills / David Horton     |
| 1965   | England: Einzelmeisterschaften            | Mixed        | 1     | Roger Mills / Margaret Barrand |
| 1965   | Austrian International                    | Herrendoppel | 1     | Roger Mills / Mike Rawlings    |
| 1965   | England: Einzelmeisterschaften            | Herreneinzel | 1     | Roger Mills                    |
| 1966   | Scottish Open                             | Herrendoppel | 1     | Roger Mills / David Horton     |
| 1966   | England: Einzelmeisterschaften            | Herreneinzel | 1     | Roger Mills                    |
| 1967   | England: Einzelmeisterschaften            | Herrendoppel | 1     | Roger Mills / David Horton     |
| 1967   | England: Einzelmeisterschaften            | Herreneinzel | 1     | Roger Mills                    |
| 1967   | Irish Open                                | Herrendoppel | 1     | Roger Mills / David Horton     |
| 1967   | Welsh International                       | Herreneinzel | 1     | Roger Mills                    |
| 1967   | Welsh International                       | Herrendoppel | 1     | Roger Mills / Robert McCoig    |
| 1967   | Canadian Open                             | Mixed        | 1     | Roger Mills / Sharon Whittaker |
| 1967   | Irish Open                                | Mixed        | 1     | Roger Mills / Iris Rogers      |
| 1967   | Canadian Open                             | Herrendoppel | 1     | Roger Mills / Colin Beacom     |
| 1968   | England: Einzelmeisterschaften            | Mixed        | 1     | Roger Mills / Gillian Perrin   |
| 1968   | Europameisterschaft                       | Mixed        | 2     | Roger Mills / Gillian Perrin   |
| 1968   | Welsh International                       | Herreneinzel | 1     | Roger Mills                    |
| 1968   | Welsh International                       | Herrendoppel | 1     | Roger Mills / J. G. Pearson    |
| 1968   | Europameisterschaft                       | Herrendoppel | 2     | Tony Jordan / Roger Mills      |
| 1968   | Welsh International                       | Mixed        | 1     | Roger Mills / Julie Charles    |
| 1969   | England: Einzelmeisterschaften            | Mixed        | 1     | Roger Mills / Gillian Perrin   |
| 1969   | All England                               | Mixed        | 1     | Roger Mills / Gillian Perrin   |
| 1969   | Scottish Open                             | Mixed        | 1     | Roger Mills / Susan Whetnall   |
| 1969   | Swedish Open                              | Mixed        | 1     | Roger Mills / Gillian Perrin   |
| 1970   | All England                               | Mixed        | 3     | Roger Mills / Gillian Perrin   |
| 1970   | England: Einzelmeisterschaften            | Herrendoppel | 1     | Tony Jordan / Roger Mills      |
| 1970   | Scottish Open                             | Mixed        | 1     | Roger Mills / Gillian Perrin   |
| 1971   | Scottish Open                             | Mixed        | 1     | Roger Mills / Gillian Gilks    |
| 1971   | England: Einzelmeisterschaften            | Mixed        | 1     | Roger Mills / Gillian Gilks    |